# لرزه‌گیر موتور

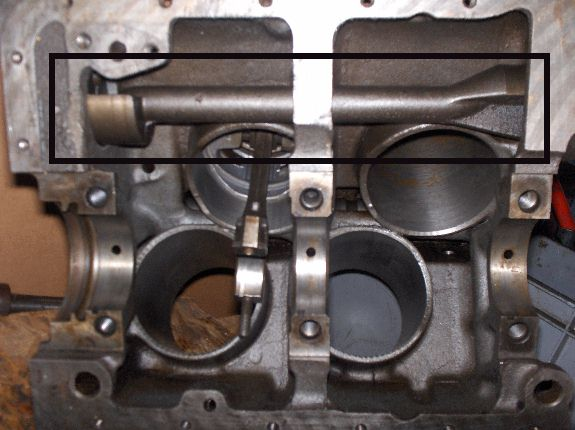
شفت تعادل در فورد تاونوس V4. M-H 8:44 بعد از ظهر، 13 ژوئیه، 2006

لرزه‌گیری موتور (به انگلیسی: Engine balance) به مشخصه‌ای گویند که با رعایت آن در هنگام طراحی، ساخت، نگهداری و تنظیم موتور می‌تواند سبب کارایی بالا در عملکرد موتور شود.
در واقع به دلیل نوسانات شدیدی که خودرو و در پی آن موتور (چه از سوی جاده و چه به خاطر فرایندهای سازنده نیروی پیشرانه خودرو درون سیلندر) دارد قطعات موتور مستعد آسیب‌های زیادی ناشی از این نیروهای درونی و بیرونی است؛ بنابراین به سامانه‌ای برای برون رفت از این واکنش‌های زیان بار نیاز است.
از ویژگی‌های لرزه گیر مناسب می‌توان به چند نمونه زیر اشاره نمود:
- تعادل در ساختار قطعات و عملگرها در موتور
- موجب افزایش عمر و کارایی قطعات شود
- داشتن اندازه، وزن و هزینه مناسب
- نداشتن سروصدا و نوسان‌ها
- افزایش توان، قدرت و کارایی موتور